# Parorgerioides transversa
Parorgerioides transversa är en insektsart som först beskrevs av Blöte 1957.  Parorgerioides transversa ingår i släktet Parorgerioides och familjen Dictyopharidae.
Artens utbredningsområde är Spanien. Inga underarter finns listade i Catalogue of Life.